# 腊子口战役
腊子口战役，是第一次国共内战中，双方在红军长征时爆发的一次战役。
腊子口（今甘肃省迭部县境内）是岷山山脉的隘口，隘口两边都是悬崖，中间有30米宽的腊子河，深有3米，只能从木桥通过。由毛泽东、周恩来、彭德怀、林彪、王稼祥五人团领导的中國工農紅軍陕甘支队攻打腊子口。国民革命军新编第14师沿腊子口一线部署3个团扼守，在木桥和山口处构筑工事，阻挡红军。1935年9月16日16时，陕甘支队先遣队红四团抵达腊子口附近。黄昏，红军出击，未能奏效。9月17日，红军派一个连在正面小群轮番攻击，消耗守军，另外两个连从腊子口左侧攀崖，突击守军侧背，经过战斗，夺取了腊子口，消灭守军两个营。红军在大草滩消灭国民革命军一部。9月18日，在岷县道路上俘虏国民革命军一个排。共击溃新编第14师第五团两个营和第一团、第六团各一个营，缴获3门手提迫击炮。
1957年2月6日《东海》文艺半月刊编辑部致函毛泽东，准备发表“唯我彭大将军”这首诗，并请毛泽东校阅诗稿。该编辑部在致毛泽东信中沿用冀鲁豫军区政治部主办的《战友报》及1954年八一建军节之际《解放军报》的注释，把该诗说成是在红军取得攻打腊子口战斗胜利后，毛泽东在发给彭德怀的作战电报中写出的诗句。毛泽东1957年给《东海》杂志编辑部的信中说腊子口战斗是林彪指挥而非彭德怀：

编辑部同志们：

　　记不起了，似乎不像。拉（腊）子口是林彪同志指挥打的，我亦在前线，不会用这种方法打电报的。那几句不宜发表。《东海》收到，甚谢！

　　毛泽东

　　一九五七年二月十五日